# Західносибірська рівнина

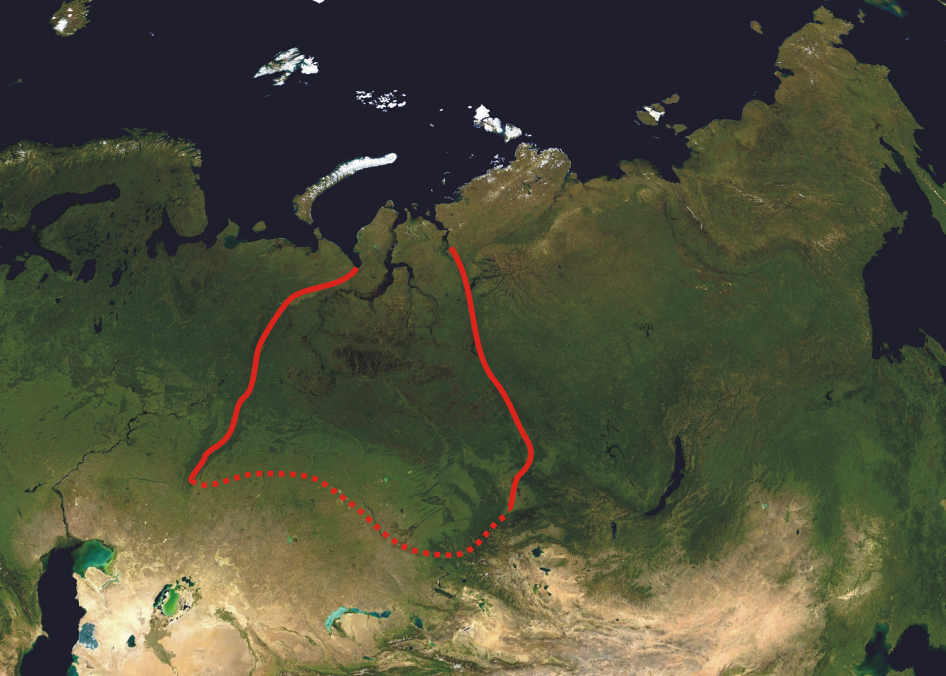
Західносибірська рівнина на супутниковій карті Північної Азії

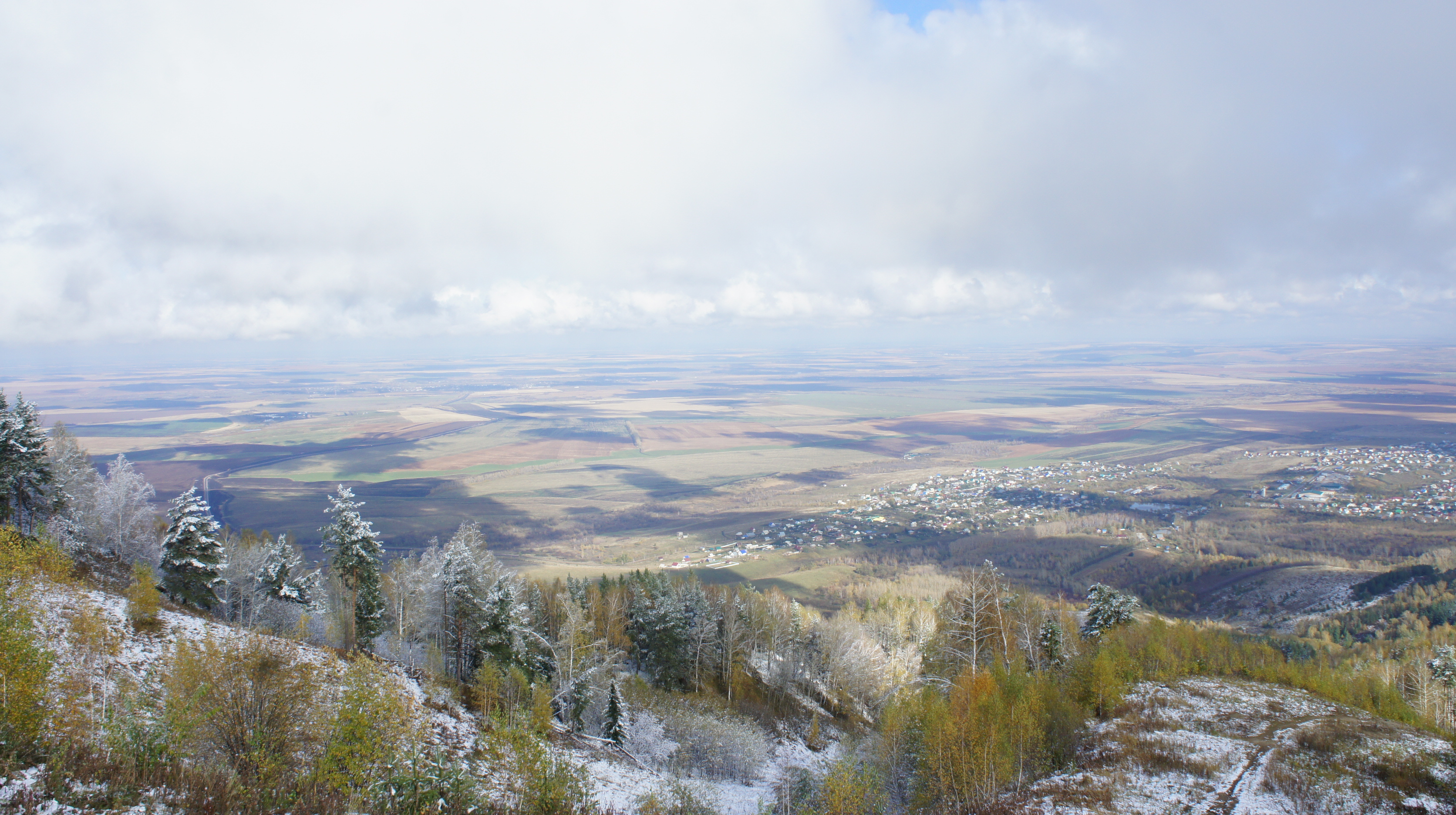
Південний кордон Західносибірської рівнини: вид на рівнину з відрогів Алтайських гір (гора Церковка в Білокурихі)

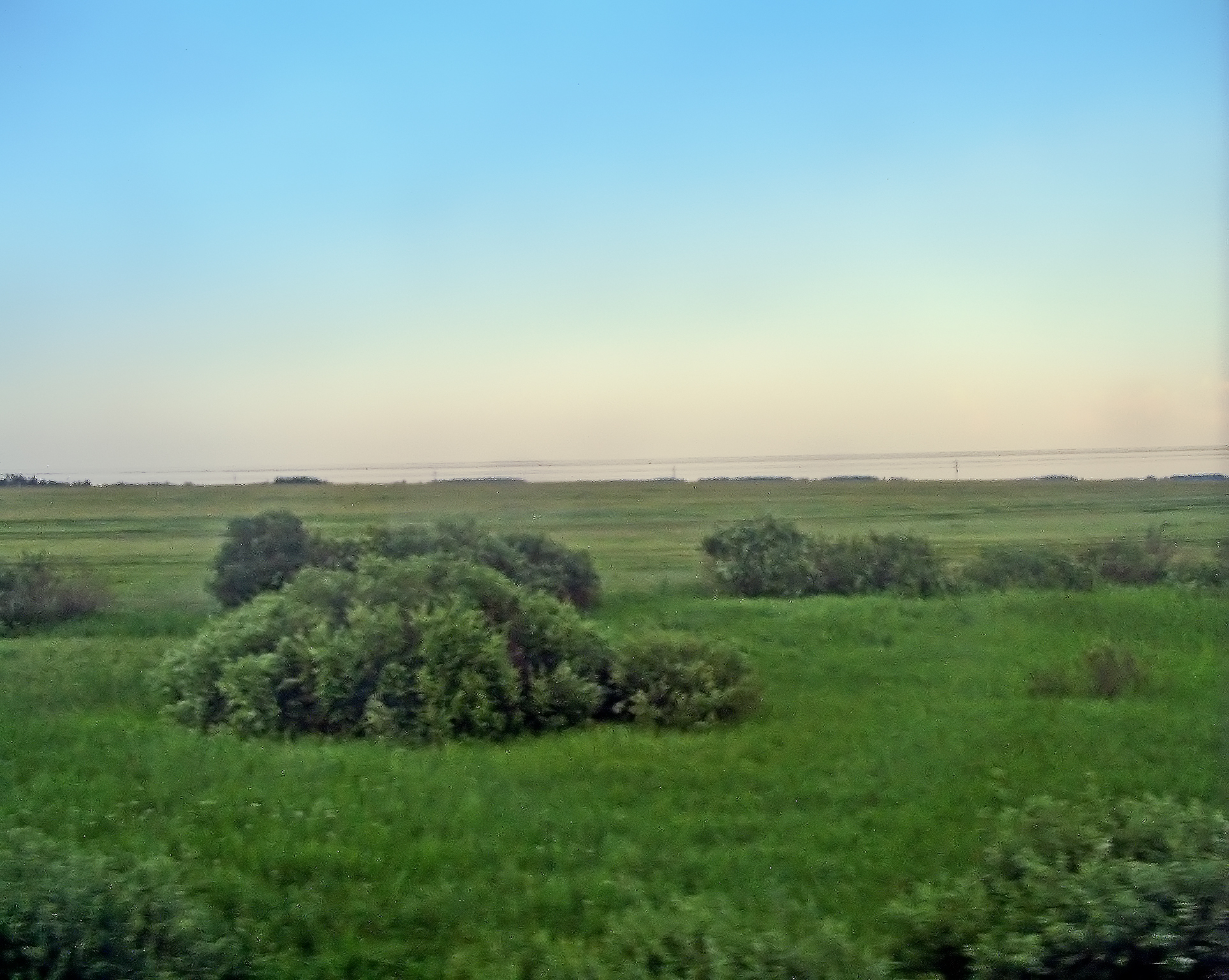
Західносибірська низовина. Вигляд з Трансибу

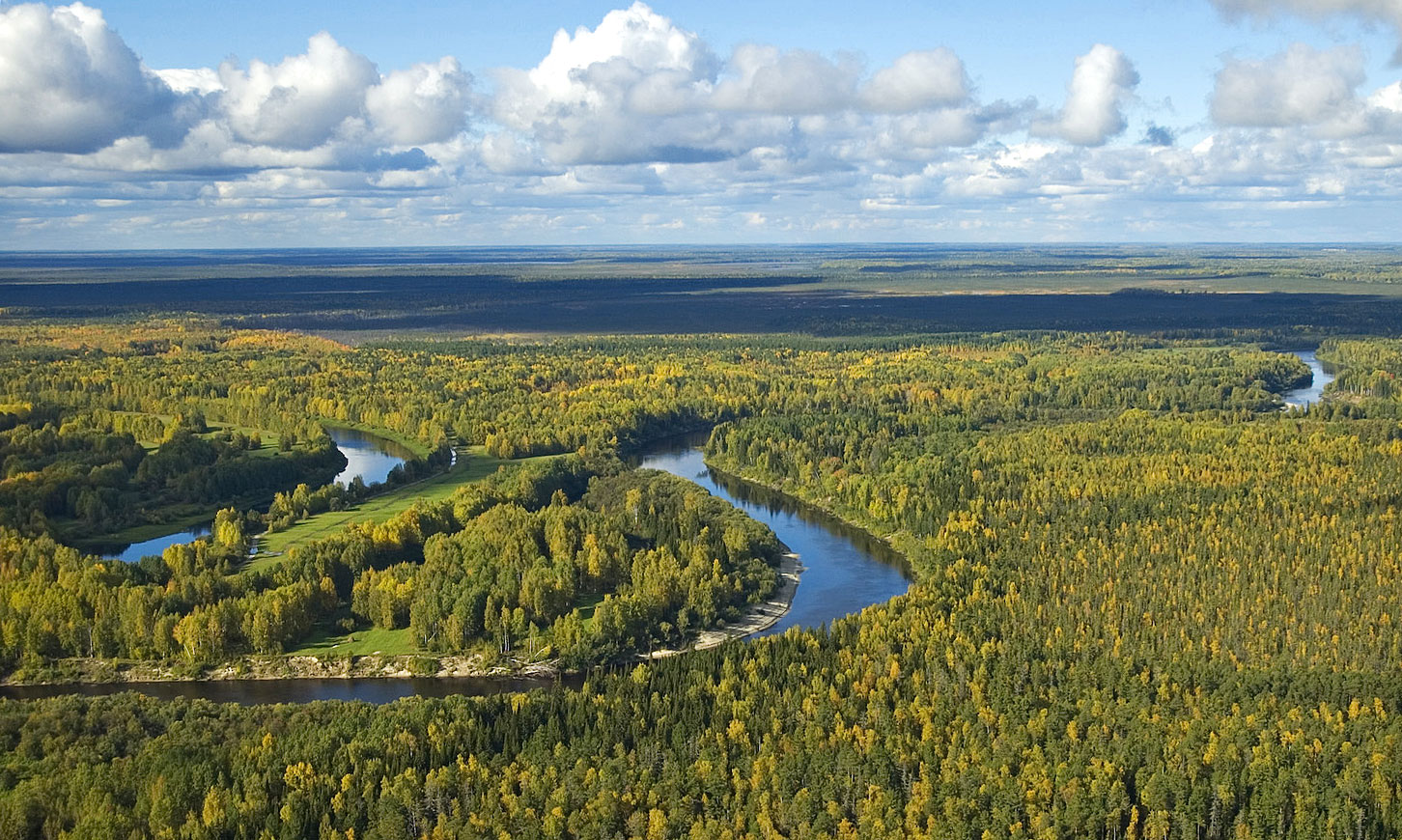
Річка Васюган у верхній течії

За́хідносибі́рська рівн́ина, Західносиб́ірська низовина́ (рос. Западно-Сибирская равнина) — одна з найбільших низовинних акумулятивних рівнин земної кулі.

## Географія
Рівнина розташована на північ від Казахського дрібносопковика і гір Алтаю, між Уралом на заході і Середньосибірським плоскогір'ям на сході. Протяжність із півночі на південь до 2 500 км, із заходу на схід від 1000 до 1900 км; площа близько 2,6 млн. км². Поверхня рівнинна, слаборозчленована, з невеликими амплітудами висот. Висоти низовин північних і центральних районів не перевищують 50—150 м, невисокі височини (до 220—300 м) характерні головним чином для західних, південних і східних околиць рівнини.
Смуга височин утворює також т.з. Сибірські Ували, що тягнуться від Обі майже до Єнісею. Всюди переважають широкі плоскі простори міжріч з незначними ухилами поверхні, сильно заболочені і місцями ускладнені моренними пагорбами і пасмами (на півночі) або невисокими піщаними пасмами (головним чином на півдні). Значні площі займають плоскі стародавньо-озерні улоговини — полісся. Річкові долини утворюють порівняно негусту мережу і у верхів'ях найчастіше є неглибокими улоговинами з погано вираженими схилами. Тільки небагато найбільших річок протікають в добре розроблених, глибоких (до 50—80 м) долинах, з крутим правим берегом і системою терас лівобережжя.
Західносибірська рівнина — найбільш обжита і освоєна (особливо на півдні) частина Сибіру. В її межах розташовуються Тюменська, Курганська, Омська, Новосибірська та Томська області, Ямало-Ненецький і Ханти-Мансійський автономні округи, східні райони Свердловської і Челябінської областей, значна частина Алтайського краю, західні райони Красноярського краю (близько 1/7 площі Росії). На території Казахстану в її межах розташовується більша частина Північноказахстанської та Павлодарської областей, а також частина Акмолинської, Костанайської та Східноказахстанської областей.

## Геологія
Західносибірська низовина сформувалася в межах епігерцинської західносибірської плити, підмурівок якої складний інтенсивно дислокованими палеозойськими відкладеннями. Вони всюди покриті чохлом рихлих морських і континентальних мезо-кайнозойських порід (глин, пісковиків, мергелів тощо) загальною потужністю понад 1000 м (у западинах фундаменту до 3 000—4 000 м). Наймолодші, антропогенові, відкладення на півдні — алювіальні і озерні, нерідко прикриті лесами і лесоподібними суглинками; на півночі — льодовикові, морські і льодовиково-морські (потужність місцями до 200 м). У чохлі рихлих відкладень є горизонти підземних вод — прісних і мінералізованих (у тому числі розсолів), зустрічаються також гарячі (до 100—150°С) води. Є промислові родовища нафти і природного газу (Західно-Сибірська нафтогазоносна провінція), Західносибірський артезіанський басейн — найбільший у світі артезіанський басейн.

## Клімат
Клімат континентальний, достатньо суворий. Велика протяжність Західносибірської рівнини з півночі на південь зумовлює чітко виражену зональність клімату і значні відмінності кліматичних умов північних і південних частин рівнини. На континентальний клімат рівнини також істотно впливає близькість Північного Льодовитого океану. Рівнинний рельєф сприяє обміну повітряними масами між північними і південними районами рівнини.
Взимку над рівниною переважають маси холодного континентального повітря помірних широт, а в теплу пору року формується область зниженого тиску і сюди частіше поступають вологі маси повітря з Північної Атлантики. Середні річні температури від —10,5 °C на півночі до 1—2 °C на півдні, середні температури січня від —28 до —16 °C, липня від 4 до 22 °C. Тривалість вегетаційного періоду на крайньому півдні сягає 175—180 днів. Основна маса опадів приноситься повітряними масами із заходу, головним чином в липні і серпні. Річна сума опадів від 200—250 мм в тундровій і степовій зонах до 500—600 мм в лісовій зоні. Потужність снігового покриву від 20—30 см в степу до 70—100 см в тайзі приєнісейських районів.

## Природні зони

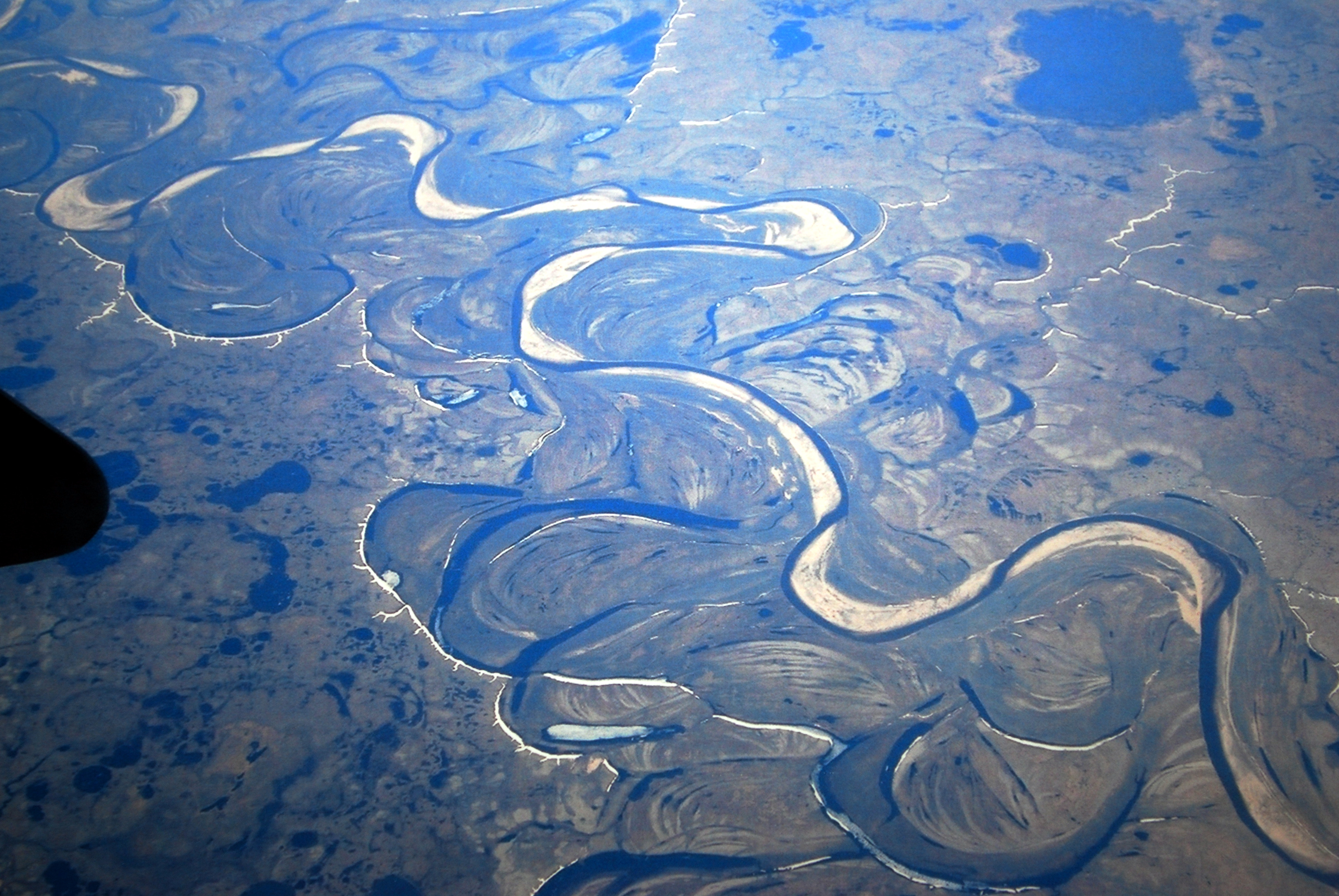
Ямальська тундра

Через велику протяжність рівнини з півночі на південь спостерігається яскраво виражена широтна зональність у розподілі ґрунтів і рослинного покриву. У межах рівнини розташовуються, поступово змінюючи одна одну, наступні зони — тундра, лісотундра, тайга, лісостеп, степ і напівпустеля (на крайньому півдні).
У всіх зонах досить великі площі займають озера і болота. Типові зональні ландшафти розташовуються на розчленованих і краще дренованих плакорних і прирічкових ділянках. На слабодренованих міжрічних просторах, стік з яких утруднений, а ґрунти зазвичай сильно зволожені, у північних районах переважають болотні ландшафти, а на півдні — ландшафти, що формуються під впливом засолених ґрунтових вод.
Велику площу займає зона тундри, що пояснюється північним положенням Західносибірської рівнини. Південніше розташовується зона лісотундри. Зона тайги (або лісоболотна зона) займає близько 65 % території рівнини. Широколистяні і хвойно-широколистяні ліси тут відсутні. За смугою хвойних лісів слідує вузька зона дрібнолистих (переважно березових) лісів.
Збільшення континентальності клімату обумовлює відносно різкий (у порівнянні зі Східноєвропейською рівниною перехід від лісоболотних ландшафтів до сухого степового простору південних районів Західносибірської рівнини. Тому ширина лісостепової зони в Західному Сибіру набагато менша, ніж на Східноєвропейській рівнині, а з деревних порід тут зустрічаються головним чином береза й осика. У крайній південній частині Західносибірської низовини розташовується степова зона, яка здебільшого розорана. У плоский ландшафт південних районів Західного Сибіру вносять різноманітність гриви — піщані гряди 2-10 метрів у висоту (іноді до 30-40 метрів), покриті сосновим лісом.

## Річки
- Об
- Єнісей
- Іртиш
- Том

## Озера
- Чани
- Убінське озеро

## Міста
На території Західносибірської рівнини розташовані такі міста:
| - Салехард - Надим - Новий Уренгой - Ноябрськ - Ханти-Мансійськ - Сургут - Нефтеюганськ - Тобольськ - Тюмень | - Ішим - Ірбіт - Комишлов - Тавда - Шадрінськ - Барабінськ - Курган - Челябінськ (східна частина) - Копейськ | - Омськ - Новосибірськ - Барнаул - Кемерово - Красноярськ (західна частина) - Томськ - Петропавловськ - Павлодар |

Найбільше місто, яке розташоване на рівнині — Новосибірськ, адміністративний центр Сибірського федерального округу (чисельність населення на 1.01.2017 року склала 1 602 915 осіб).